# Muni Long
Priscilla Renea Hamilton (Gifford, Florida, 14 de septiembre de 1988), conocida artísticamente como Muni Long (pronunciado "money long"), e inicialmente conocida como Priscilla Renea, es una cantante y compositora estadounidense. Bajo su nombre de nacimiento, firmó con Capitol Records para lanzar su álbum de estudio debut Jukebox (2009), que tuvo una recepción crítica positiva a pesar de no llegar a las listas. Luego pasó la siguiente década coescribiendo canciones para otros artistas, incluidos los exitosos sencillos "Promise This" para Cheryl, "California King Bed" para Rihanna, "Worth It" para Fifth Harmony, "Love So Soft" para Kelly Clarkson, "Imagine" para Ariana Grande, "Who Says" para Selena Gomez & the Scene, y el éxito mundial "Timber" para Pitbull y Kesha.
Regresó a su carrera discográfica en 2018 y lanzó su segundo álbum de estudio, Coloured, de forma independiente en junio de ese año. Después de adoptar el nombre artístico de Muni Long, vio su avance comercial con su sencillo de 2021 "Hrs and Hrs", que alcanzó el top 20 del Billboard Hot 100 y la llevó a firmar con Def Jam Recordings. La canción ganó un premio Grammy a la Mejor Interpretación de R&B y sirvió como sencillo principal de su tercer álbum, Public Displays of Affection: The Album (2022). Su sencillo de 2023, "Made for Me", tuvo un éxito similar y también alcanzó el top 20 de la lista.
Ha recibido otras tres nominaciones a los premios Grammy a lo largo de su carrera, incluyendo Mejor Artista Nuevo, Mejor Canción de R&B ("Hrs & Hrs") y una nominación a Álbum del Año por su trabajo en Back of My Mind (2021) de H.E.R..

## Biografía
Priscilla Renea Hamilton nació el 14 de septiembre de 1988 en la granja de sus abuelos, en el barrio rural de Gifford, en el Condado de Río Indio, al oeste de Vero Beach, Florida, y se graduó de Vero Beach High School en 2006. Su padre era miembro de la Marina. Ella ha declarado que comenzó a cantar a los dos años, pero que se sentía incómoda cantando cerca de otras personas hasta que fue mayor. También formó parte del coro de una iglesia. Más tarde, se topó con YouTube y comenzó a publicar videos de ella cantando en su habitación. Su primer vídeo fue una interpretación de "Cry Me a River" que presentó a un concurso cuyo ganador cantaría con Justin Timberlake en los Premios Grammy, aunque no ganó. Grabó vídeos de ella misma cantando el diccionario y creó sus propias canciones de forma independiente. Finalmente, su canal recibió más de 30.000 suscripciones y se le dio la oportunidad de participar en Say What? Karaoke de MTV.

## Carrera

### 2009-2010: Inicios de su carrera yJukebox

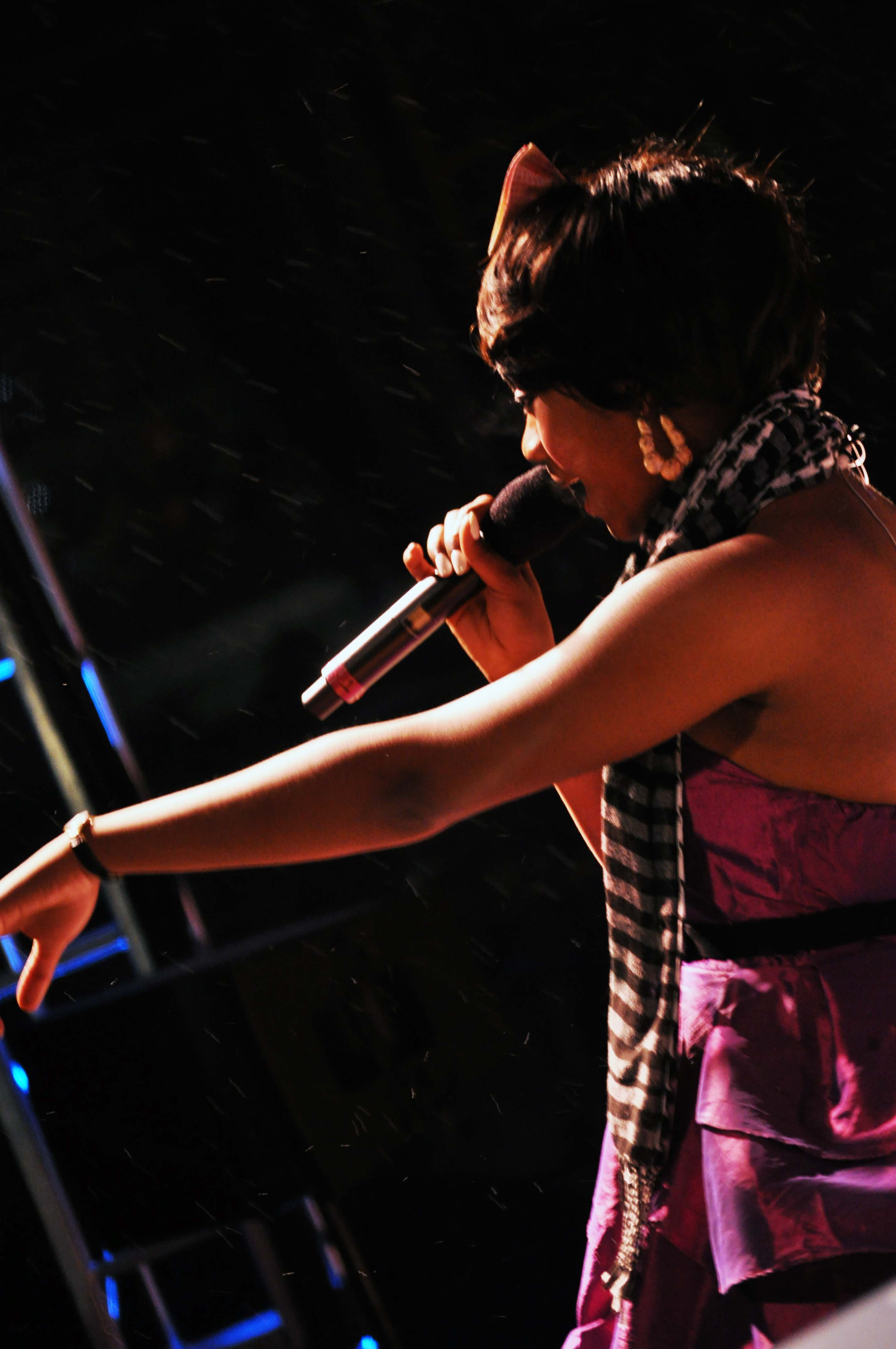
Muni Long actuando en 2009

En 2009, después de ganar popularidad en YouTube, a los 21 años, Long firmó con Capitol Records bajo su nombre de nacimiento. Su álbum debut debía lanzarse el 20 de octubre de 2009, pero se retrasó para realizar grabaciones adicionales. El álbum fue precedido por el sencillo "Dollhouse", que fue lanzado el 18 de agosto de 2009. El sencillo no logró llegar al Billboard Hot 100, pero sí alcanzó el puesto número once en la lista de sencillos Heatseekers, el puesto número 31 en la lista Hot Dance Club Songs, convirtiéndose en un éxito moderado en las listas.
Jukebox fue lanzado el 1 de diciembre de 2009. El disco vendió apenas 1.200 copias en su primera semana y no logró llegar al Billboard 200. Sin embargo, alcanzó el puesto número veintitrés en la lista de álbumes Heatseekers de Billboard, permaneciendo en la lista durante una semana. A pesar de su fracaso comercial, el álbum fue aclamado por la crítica. Billboard destacó su "habilidad para combinar prosa y poesía con ritmos pegadizos". El segundo y último sencillo, "Lovesick", fue lanzado el 2 de marzo de 2010, pero no logró entrar en las listas por completo.

### 2010-2018: Composición de canciones para otros artistas yColoured
Long comenzó a escribir canciones para otros artistas discográficos. En 2010, coescribió el sencillo número uno del Reino Unido "Promise This" de Cheryl; así como "California King Bed", una canción del quinto álbum de estudio de Rihanna, Loud, lanzado en noviembre de 2010. A finales de 2011, participó en el retiro de ASCAP, un evento de composición de canciones en Francia patrocinado por la Fundación Cain, Avid, Gibson y Sennheiser. Continuó su carrera como compositora, obteniendo créditos en álbumes de 2011 y 2012 de Rihanna, Demi Lovato, Madonna, Mika, Selena Gomez & The Scene, Chris Brown y Little Mix.
En 2013, Long apareció en la canción "John Doe" de B.o.B de su álbum Underground Luxury. En 2014 también contribuyó al álbum debut de Fifth Harmony, Reflection, al coescribir la canción "Worth It", siendo el tercer sencillo del álbum; la canción alcanzó el número 12 en el Billboard Hot 100. Long coescribió el exitoso dueto de 2014 de Carrie Underwood y Miranda Lambert, " Somethin' Bad ", que fue nominado a un premio Grammy y alcanzó el número uno en la lista Country Billboard. La canción fue elegida más tarde por NBC Sports para reemplazar "I Hate Myself for Loving You" de Joan Jett como tema de apertura de su Liga Nacional de Fútbol. Al igual que la canción de Jett, "Somethin' Bad" fue reelaborada para adaptarse a la narrativa de la transmisión como "Oh, Sunday Night" y fue interpretada por Carrie Underwood, quien grabó la original con Miranda Lambert.
Long apareció como vocalista en el sencillo de 2015 "Be Right There" de Diplo y Sleepy Tom. La canción recibió el título de "el disco más candente del mundo" en el programa de Annie Mac de la BBC Radio 1 del viernes por la noche. La letra de "Be Right There" fue tomada del sencillo de 1992 "Don't Walk Away" de Jade. En 2016, Long colaboró con Pusha T y Meek Mill en "Black Moses". La canción formó parte del álbum con la banda sonora de The Birth of a Nation.
En 2017, Long participó en la canción "Loverman" de Train, de su álbum A Girl, a Bottle, a Boat. El 6 de abril de 2018, Long lanzó "Gentle Hands" y "Heavenly", los dos primeros sencillos de su próximo álbum, Coloured. Los videos musicales de ambos sencillos se estrenaron en línea a través de Paper Magazine. El álbum fue lanzado el 22 de junio de 2018, marcando nueve años desde su debut. NPR señaló que, como álbum country afroamericano, Coloured es una "declaración conscientemente confrontativa". La revista Rolling Stone presentó "Family Tree" dentro del álbum como una canción de "empoderamiento". La canción "Land of the Free", según NPR, sirve como "un llamado a la empatía hacia aquellos que viven con miedo a la discriminación racial y la brutalidad policial". Ashley Gorley coescribió varias canciones. En 2018, coescribió A No No con Mariah Carey, incluida en su decimoquinto álbum de estudio Caution.

### 2019-presente: Avances yPublic Displays of Affection
Renea, trabajando bajo el seudónimo "Muni Long" (pronunciado "money long") a partir de 2019, lanzó la canción "Midnight Snack" con un video adjunto, con Jacob Latimore en octubre de 2020. Ese mismo año, también se le atribuye la coescritura de "Just like Magic" y "Six Thirty" de Ariana Grande del álbum Positions. Al explicar que Muni Long es el "protector de Priscilla", Long lanzó su sencillo titulado "Build a Bae" con el rapero Yung Bleu en diciembre de 2020, su cuarto lanzamiento sencillo desde octubre. Anteriormente lanzó su primer EP (extended play) Black Like This, que celebra la negritud, el 13 de noviembre bajo el sello discográfico que cofundó, Supergiant Records. A esto le siguió un EP de siete pistas, Nobody Knows, en julio de 2021. En noviembre de 2021, lanzó un EP de ocho pistas titulado Public Displays of Affection. En cuanto al título, Long explicó: "Entré al estudio a escribir la música y hubo momentos en que me sorprendí llorando. No soy una persona muy sensiblera. Así que, para mí, poner todos mis sentimientos en este proyecto es como una especie de 'demostración pública de afecto' ". Al describir el EP como "íntimo", Vibe lo clasificó como el 19º mejor álbum de R&B de 2021. Long también lanzó un video musical para el tema del EP "Hrs and Hrs", una canción en la que "detalla lo que puede hacer durante horas y horas con su pareja". En enero de 2022, la canción "Time Machine" comenzó a volverse viral en TikTok.
En marzo de 2022, Long firmó con el sello discográfico Def Jam Recordings. Según Vogue, Muni Long refleja la "nueva personalidad fuerte y fabulosa de Renea a través de la moda" y la música, creando una nueva "identidad de moda" con la ayuda del estilista de celebridades Jason Rembert. Al hablar sobre la noción de ser un modelo a seguir negro, afirmó: "la forma en que te presentan a alguien es la forma en que te recordarán, a menos que te vuelvan a presentar", y continuó: "Estoy en el proceso de reintroducción".
El 1 de julio de 2022, Long lanzó el EP Public Displays of Affection Too, que fue promocionado por los sencillos "Pain", "Another" y "Baby Boo", el último de los cuales es una colaboración con el rapero Saweetie.
El 14 de septiembre de 2022, Long anunció que su tercer álbum de estudio (y debut bajo su nombre actual) Public Displays of Affection: The Album se lanzaría el 23 de septiembre de 2022. La colección de dieciocho pistas incluirá todas las canciones de sus dos EP anteriores (además de "Just Beginning"), así como seis pistas nuevas.

## Vida personal
Long ha vivido en Atlanta y posteriormente en Los Ángeles desde que dejó Florida. Le han diagnosticado lupus. Long es autista. Ella ha citado litigios, batallas con antiguos managers, además del "torbellino de ser despedida, recontratada y nuevamente despedida de un sello" como catalizadores creativos para su trabajo. Dirige su propio sello musical, Supergiant Records, llamado así en referencia a "la estrella más grande de la galaxia".
Su canción "Family Tree" se inspiró en el momento en que "fue expulsada de la casa de su familia cuando era adolescente".
Asistió a Vero Beach High School y trabajó en Bono's Bbq (Wilke's 14 Bones).
Long tiene un hijo, lo cual se reveló cuando lo llevó al escenario durante el 11:11 Tour con Chris Brown.

## Discografía

### Álbumes de estudio
| Jukebox                                                                                        | - Fecha de lanzamiento: 1 de diciembre de 2009 - Etiqueta: Capitolio - Formatos: CD, descarga digital, streaming                         | 23 |
| Coloured                                                                                       | - Fecha de lanzamiento: 22 de junio de 2018 - Etiqueta: White Rose Garden, Thirty Tigers - Formatos: CD, LP, descarga digital, streaming | —  |
| Public Displays of Affection: The Album                                                        | - Fecha de lanzamiento: 23 de septiembre de 2022 - Etiqueta: Supergiant, Def Jam - Formatos: CD, LP, descarga digital, streaming         | 5  |
| Revenge                                                                                        | - Fecha de lanzamiento: 30 de agosto de 2024 - Etiqueta: Muni Long Inc, Def Jam - Formatos: CD, LP, descarga digital, streaming          | 8  |
| "—" denota lanzamientos que no figuraron en las listas o que no se lanzaron en ese territorio. | |    |

### EPs
| Hello My Apple                                                                                 | - Lanzamiento: 2009 - Etiqueta: Capitol - Formatos: CD, descarga digital, streaming                                             | —   | — | —  |
| Black Like This                                                                                | - Fecha de lanzamiento: 13 de noviembre de 2020 - Etiqueta: Supergiant, Create - Formatos: Descarga digital, streaming          | —   | — | —  |
| Nobody Knows                                                                                   | - Fecha de lanzamiento: 14 de julio de 2021 - Etiqueta: Supergiant, Def Jam - Formatos: Descarga digital, streaming             | —   | — | —  |
| Public Displays of Affection                                                                   | - Fecha de lanzamiento: 19 de noviembre de 2021 - Etiqueta: Supergiant, Def Jam - Formatos: CD, LP, descarga digital, streaming | 170 | 2 | 21 |
| Public Displays of Affection Too                                                               | - Fecha de lanzamiento: 1 de julio de 2022 - Etiqueta: Supergiant, Def Jam - Formatos: Descarga digital, streaming              | —   | 8 | —  |
| "—" denota lanzamientos que no figuraron en las listas o que no se lanzaron en ese territorio. | |     |   |    |

### Sencillos
| Título                                                                                         | Año  | Posiciones más altas en los gráficos | Posiciones más altas en los gráficos | Posiciones más altas en los gráficos | Posiciones más altas en los gráficos | Posiciones más altas en los gráficos | Posiciones más altas en los gráficos | Posiciones más altas en los gráficos | Posiciones más altas en los gráficos | Posiciones más altas en los gráficos | Posiciones más altas en los gráficos | Certificationes              | Álbum                                                                        |
| Título                                                                                         | Año  | US                                   | US R&B/HH                            | US R&B                               | CAN                                  | NLD                                  | NZ                                   | UK                                   | UK R&B                               | UK Indie                             | WW                                   | Certificationes              | Álbum                                                                        |
| ---------------------------------------------------------------------------------------------- | ---- | ------------------------------------ | ------------------------------------ | ------------------------------------ | ------------------------------------ | ------------------------------------ | ------------------------------------ | ------------------------------------ | ------------------------------------ | ------------------------------------ | ------------------------------------ | ---------------------------- | ---------------------------------------------------------------------------- |
| "Dollhouse"                                                                                    | 2009 | —                                    | —                                    | —                                    | —                                    | —                                    | —                                    | —                                    | —                                    | —                                    | —                                    |                              | Jukebox                                                                      |
| "Lovesick"                                                                                     | 2009 | —                                    | —                                    | —                                    | —                                    | —                                    | —                                    | —                                    | —                                    | —                                    | —                                    |                              | Jukebox                                                                      |
| "Gentle Hands"                                                                                 | 2018 | —                                    | —                                    | —                                    | —                                    | —                                    | —                                    | —                                    | —                                    | —                                    | —                                    |                              | Coloured                                                                     |
| "Heavenly"                                                                                     | 2018 | —                                    | —                                    | —                                    | —                                    | —                                    | —                                    | —                                    | —                                    | —                                    | —                                    |                              | Coloured                                                                     |
| "Family Tree"                                                                                  | 2018 | —                                    | —                                    | —                                    | —                                    | —                                    | —                                    | —                                    | —                                    | —                                    | —                                    |                              | Coloured                                                                     |
| "Midnight Snack" (con Jacob Latimore)                                                          | 2020 | —                                    | —                                    | —                                    | —                                    | —                                    | —                                    | —                                    | —                                    | —                                    | —                                    |                              | Black Like This                                                              |
| "Breakin Up"                                                                                   | 2020 | —                                    | —                                    | —                                    | —                                    | —                                    | —                                    | —                                    | —                                    | —                                    | —                                    |                              | Black Like This                                                              |
| "Nekkid" (con YFN Lucci)                                                                       | 2020 | —                                    | —                                    | —                                    | —                                    | —                                    | —                                    | —                                    | —                                    | —                                    | —                                    |                              | Black Like This                                                              |
| "Build a Bae" (con Yung Bleu)                                                                  | 2020 | —                                    | —                                    | —                                    | —                                    | —                                    | —                                    | —                                    | —                                    | —                                    | —                                    |                              | Nobody Knows                                                                 |
| "Thot Thoughts" (con Sukihana)                                                                 | 2021 | —                                    | —                                    | —                                    | —                                    | —                                    | —                                    | —                                    | —                                    | —                                    | —                                    |                              | Nobody Knows                                                                 |
| "Bodies"                                                                                       | 2021 | —                                    | —                                    | —                                    | —                                    | —                                    | —                                    | —                                    | —                                    | —                                    | —                                    |                              | Nobody Knows                                                                 |
| "Sneaky Link"                                                                                  | 2021 | —                                    | —                                    | —                                    | —                                    | —                                    | —                                    | —                                    | —                                    | —                                    | —                                    |                              | Nobody Knows                                                                 |
| "No R&B" (con Ann Marie)                                                                       | 2021 | —                                    | —                                    | —                                    | —                                    | —                                    | —                                    | —                                    | —                                    | —                                    | —                                    |                              | Public Displays of Affection and Public Displays of Affection: The Album     |
| "Ain't Easy"                                                                                   | 2021 | —                                    | —                                    | —                                    | —                                    | —                                    | —                                    | —                                    | —                                    | —                                    | —                                    |                              | Public Displays of Affection and Public Displays of Affection: The Album     |
| "Hrs and Hrs" (solo or remix con August Alsina y Usher)                                        | 2022 | 16                                   | 4                                    | 1                                    | 69                                   | 91                                   | 15                                   | 41                                   | 18                                   | 3                                    | 33                                   | - RIAA: Platino - BPI: Plata | Public Displays of Affection and Public Displays of Affection: The Album     |
| "Time Machine"                                                                                 | 2022 | —                                    | —                                    | 16                                   | —                                    | —                                    | —                                    | —                                    | —                                    | —                                    | —                                    |                              | Public Displays of Affection and Public Displays of Affection: The Album     |
| "Another"                                                                                      | 2022 | —                                    | —                                    | 12                                   | —                                    | —                                    | —                                    | —                                    | —                                    | —                                    | —                                    |                              | Public Displays of Affection Too and Public Displays of Affection: The Album |
| "Pain"                                                                                         | 2022 | —                                    | —                                    | 19                                   | —                                    | —                                    | —                                    | —                                    | —                                    | —                                    | —                                    |                              | Public Displays of Affection Too and Public Displays of Affection: The Album |
| "Baby Boo" (con Saweetie)                                                                      | 2022 | —                                    | —                                    | 22                                   | —                                    | —                                    | —                                    | —                                    | —                                    | —                                    | —                                    |                              | Public Displays of Affection Too and Public Displays of Affection: The Album |
| "Made for Me" (solo or remix con Mariah Carey)                                                 | 2023 | 20                                   | 8                                    | 2                                    | 62                                   | —                                    | 14                                   | 36                                   | 14                                   | —                                    | 45                                   | - RIAA: Platino - RMNZ: Oro  | Revenge                                                                      |
| "Make Me Forget"                                                                               | 2024 | —                                    | —                                    | 16                                   | —                                    | —                                    | —                                    | —                                    | —                                    | —                                    | —                                    |                              | Revenge                                                                      |
| "Ruined Me"                                                                                    | 2024 | —                                    | —                                    | —                                    | —                                    | —                                    | —                                    | —                                    | —                                    | —                                    | —                                    |                              | Revenge                                                                      |
| "—" denota lanzamientos que no figuraron en las listas o que no se lanzaron en ese territorio. |      |                                      |                                      |                                      |                                      |                                      |                                      |                                      |                                      |                                      |                                      |                              |                                                                              |

#### Sencillos promocionales
| Título                                       | Año  | Álbum               |
| -------------------------------------------- | ---- | ------------------- |
| "Kiss Me"                                    | 2017 | Sencillos sin álbum |
| "Luv Kanye"                                  | 2021 | Sencillos sin álbum |
| "Bald Head Bitch" (con Monaleo)              | 2021 | Sencillos sin álbum |
| "Plain Jane" (con Femme It Forward)          | 2021 | Sencillos sin álbum |
| "Just Beginning - Live"                      | 2021 | Sencillos sin álbum |
| "Santa Baby"                                 | 2022 | Sencillos sin álbum |
| "Still Work" (con OG Parker y Ty Dolla Sign) | 2023 | Sencillos sin álbum |
| "Made For Me - Live"                         | 2024 | Sencillos sin álbum |

### Créditos de composición
| Año  | Artista                  | Álbum                                        | Canción                    |
| ---- | ------------------------ | -------------------------------------------- | -------------------------- |
| 2008 | Girlicious               | Girlicious                                   | "Here I Am"                |
| 2009 | Cheryl                   | 3 Words                                      | "Happy Hour"               |
| 2010 | Cheryl                   | Messy Little Raindrops                       | "Promise This"             |
| 2010 | Cheryl                   | Messy Little Raindrops                       | "Hummingbird"              |
| 2010 | Cheryl                   | Messy Little Raindrops                       | "Raindrops"                |
| 2010 | Cheryl                   | Messy Little Raindrops                       | "The Flood"                |
| 2010 | Rihanna                  | Loud                                         | "California King Bed"      |
| 2011 | Chris Brown              | F.A.M.E.                                     | "Beg for It"               |
| 2011 | Selena Gomez & The Scene | When the Sun Goes Down                       | "Who Says"                 |
| 2011 | Selena Gomez & The Scene | When the Sun Goes Down                       | "Bang Bang Bang"           |
| 2011 | Kelly Rowland            | Here I Am                                    | "Work It Man"              |
| 2011 | Kelly Rowland            | Here I Am                                    | "Turn It Up"               |
| 2011 | Greyson Chance           | Hold On 'til the Night                       | "Stranded"                 |
| 2011 | Demi Lovato              | Unbroken                                     | "Fix a Heart"              |
| 2011 | Demi Lovato              | Unbroken                                     | "Yes I Am"                 |
| 2011 | Cher Lloyd               | Sticks and Stones                            | "Superhero"                |
| 2011 | Rihanna                  | Talk That Talk                               | "Watch n' Learn"           |
| 2011 | Mary J. Blige            | My Life II... The Journey Continues (Act 1)  | "Don't Mind"               |
| 2011 | Six D                    | Sencillo sin álbum                           | "Best Damn Night"          |
| 2012 | Madonna                  | MDNA                                         | "Gang Bang"                |
| 2012 | Madonna                  | MDNA                                         | "Love Spent"               |
| 2012 | Chris Brown              | Fortune                                      | "Don't Wake Me Up"         |
| 2012 | Mika                     | The Origin of Love                           | "Popular Song"             |
| 2012 | Bridgit Mendler          | Hello My Name Is...                          | "All I See Is Gold"        |
| 2012 | Bridgit Mendler          | Hello My Name Is...                          | "5:15"                     |
| 2012 | Girls' Generation        | Girls' Generation II: Girls & Peace          | "I'm A Diamond"            |
| 2012 | Little Mix               | DNA                                          | "Turn Your Face"           |
| 2012 | Sabi                     | All I Want                                   | "Where They Do That At?"   |
| 2013 | Demi Lovato              | Demi                                         | "In Case"                  |
| 2013 | K. Michelle              | Rebellious Soul                              | "V.S.O.P."                 |
| 2013 | Tamar Braxton            | Love and War                                 | "Tip Toe"                  |
| 2013 | The Saturdays            | Living For the Weekend                       | "Gentleman"                |
| 2013 | The Saturdays            | Living For the Weekend                       | "Lease My Love"            |
| 2013 | Pitbull                  | Meltdown                                     | "Timber"                   |
| 2013 | Chrisette Michele        | Better                                       | "Snow"                     |
| 2014 | Miranda Lambert          | Platinum                                     | "Somethin' Bad"            |
| 2014 | FEMM                     | Femm-Isation                                 | "Whiplash"                 |
| 2014 | Mary J. Blige            | Think Like a Man Too                         | "Wonderful"                |
| 2015 | Fifth Harmony            | Reflection                                   | "Worth It"                 |
| 2015 | Fifth Harmony            | Reflection                                   | "Going Nowhere"            |
| 2015 | Mariah Carey             | #1 to Infinity                               | "Infinity"                 |
| 2015 | Monica                   | Code Red                                     | "I Miss Music"             |
| 2015 | Currensy                 | Canal Street Confidential                    | "Bottom of the Bottle"     |
| 2015 | Charlie Puth             | Nine Track Mind                              | "River"                    |
| 2016 | K. Michelle              | More Issues Than Vogue                       | "Time"                     |
| 2016 | K. Michelle              | More Issues Than Vogue                       | "Rich"                     |
| 2016 | K. Michelle              | More Issues Than Vogue                       | "All I Got"                |
| 2016 | K. Michelle              | More Issues Than Vogue                       | "Memphis"                  |
| 2016 | Fifth Harmony            | 7/27                                         | "Write on Me"              |
| 2016 | Fifth Harmony            | 7/27                                         | "Squeeze"                  |
| 2016 | Nick Jonas               | Last Year Was Complicated                    | "Touch"                    |
| 2016 | Nick Jonas               | Last Year Was Complicated                    | "Bacon"                    |
| 2016 | Sabrina Carpenter        | Evolution                                    | "Thumbs"                   |
| 2016 | Meek Mill, Pusha T       | The Birth of a Nation: The Inspired By Album | "Black Moses"              |
| 2016 | Fantasia                 | The Definition Of...                         | "When I Met You"           |
| 2017 | Brooke Candy, Sia        | Daddy Issues                                 | "Living Out Loud"          |
| 2017 | Kelly Clarkson           | Meaning of Life                              | "Love So Soft"             |
| 2017 | ZZ Ward                  | The Storm                                    | "Help Me Mama"             |
| 2017 | Train                    | A Girl, a Bottle, a Boat                     | "Drink Up"                 |
| 2017 | Train                    | A Girl, a Bottle, a Boat                     | "Crazy Queen"              |
| 2017 | K. Michelle              | Kimberly: The People I Used to Know          | "Brain on Love"            |
| 2017 | Tamar Braxton            | Bluebird of Happiness                        | "Heart in My Hands"        |
| 2017 | Mary J. Blige            | Strength of a Woman                          | "It's Me"                  |
| 2018 | Mariah Carey             | Caution                                      | "A No No"                  |
| 2018 | David Guetta             | Sencillo sin álbum                           | "She Knows How to Love Me" |
| 2019 | Ariana Grande            | Thank U, Next                                | "Fake Smile"               |
| 2019 | Ariana Grande            | Thank U, Next                                | "Imagine"                  |
| 2019 | Claudia Leitte           | Sencillo sin álbum                           | "Bandera"                  |
| 2020 | Ariana Grande            | Positions                                    | "Just like Magic"          |
| 2020 | Ariana Grande            | Positions                                    | "Six Thirty"               |
| 2021 | Florida Georgia Line     | Life Rolls On                                | "New Truck"                |

## Premios y nominaciones
| Año  | Premios                  | Categoría                                | Obra nominada                      | Resultado | Ref    |
| ---- | ------------------------ | ---------------------------------------- | ---------------------------------- | --------- | ------ |
| 2022 | American Music Awards    | Favorite R&B Song                        | "Hrs and Hrs"                      | Nominada  |        |
| 2022 | American Music Awards    | Favorite Female R&B Artist               | Ella misma                         | Nominada  |        |
| 2022 | BET Awards               | Best New Artist                          | Ella misma                         | Nominada  |        |
| 2022 | Give Her FlowHERS Awards | The Bloom Award                          | Ella misma                         | Nominada  | [ 57 ] |
| 2022 | Grammy Awards            | Album of the Year                        | Back of My Mind (como compositora) | Nominada  | [ 58 ] |
| 2022 | MTV Europe Music Awards  | Best Push                                | "Baby Boo"                         | Nominada  |        |
| 2022 | MTV Video Music Awards   | Push Performance of the Year             | "Baby Boo"                         | Nominada  | [ 59 ] |
| 2022 | People's Choice Awards   | The New Artist of 2022                   | Ella misma                         | Nominada  |        |
| 2022 | Soul Train Music Awards  | Song of the Year                         | "Hrs and Hrs"                      | Nominada  |        |
| 2022 | Soul Train Music Awards  | The Ashford & Simpson Songwriter's Award | "Hrs and Hrs"                      | Ganadora  |        |
| 2022 | Soul Train Music Awards  | Video of the Year                        | "Hrs and Hrs"                      | Nominada  |        |
| 2022 | Soul Train Music Awards  | Best New Artist                          | Ella misma                         | Nominada  |        |
| 2023 | Grammy Awards            | Best New Artist                          | Ella misma                         | Nominada  | [ 60 ] |
| 2023 | Grammy Awards            | Best R&B Performance                     | "Hrs and Hrs"                      | Ganadora  | [ 60 ] |
| 2023 | Grammy Awards            | Best R&B Song                            | "Hrs and Hrs"                      | Nominada  | [ 60 ] |
| 2024 | MTV Video Music Awards   | Best R&B                                 | "Made for Me"                      | Nominada  | [ 61 ] |